# Сал ага
Сал ага или Сали ага (на гръцки: Μονόβρυση, Моновриси, до 1926 година Σαλ Αγά, Сал ага или Σαλή Αγά, Сали ага) е село в Гърция, Егейска Македония, дем Довища.

## География
Селото е разположено на около 6 километра югоизточно от град Сяр (Серес), в Сярското поле.

## История

### В Османската империя
През XIX век и началото на XX век Сал ага е село в Сярската каза на Османската империя.
В „Етнография на вилаетите Адрианопол, Монастир и Салоника“, издадена в Константинопол в 1878 година и отразяваща статистиката на населението от 1873 г., Али бей (Ali-bey) е посочено като селище в Сярска каза с 53 домакинства, като жителите му са 68 мюсюлмани и 70 цигани и черкези.
В 1891 година Георги Стрезов определя селото като част от Сармусакликол и пише:
| „ | Али бей кьой, на ЮИ от града, чифлик на Ая бей и Сулейман бей. Над селото има 7 воденици на последния бей. Твърде плодородна почва, но занемарена. 25 къщи; 20 български и 5 цигански. | “ |

Според статистиката на Васил Кънчов („Македония. Етнография и статистика“) от 1900 година Али бей кьой брои 60 българи християни и 50 цигани.
По данни на секретаря на Българската екзархия Димитър Мишев („La Macédoine et sa Population Chrétienne“) в 1905 година населението на Али бей кьой (Ali Bey Keuy) се състои от 40 българи гъркомани, 12 власи и 252 цигани.

### В Гърция
През Балканската война селото е освободено от българската армия, но след Междусъюзническата война Сал ага попада в Гърция. В селото са заселени гърци бежанци. Според преброяването от 1928 година селото е чисто бежанско с 63 бежански семейства и 240 души. В 1985 година е изградена църквата „Успение Богородично“.
| Име               | Име      | Ново име | Ново име | Описание                                    |
| ----------------- | -------- | -------- | -------- | ------------------------------------------- |
| Алтриш или Алтмиш | Άλτμίς   | Каналия  | Κανάλια  | местност на ЮЮЗ от Сал ага и на ЮИ от Нихор |
| Чифлик            | Τσιφλίκι | Ктима    | Κτήμα    | местност на СЗ от Сал ага                   |